# Zahora József
Zahora József (Rózsahegy, 1846. február 8. – Szélakna, 1890. január 31.) katolikus plébános.

## Élete
Középiskoláit szülőhelyén és Besztercebányán, a teológiát Bécsben végezte. Fölszentelése után több helyen volt lelkipásztor, 1878-tól pjerg-szélaknai plébános volt, itt is hunyt el 1890-ben.
Plébániáján faragászati tanműhelyt állított fel, amelyről több cikket írt a Magyar Államba és az aradi faragászati lapokba[pontosabban?]. Szentbeszédeket is írt a szlovák nyelven megjelenő Kazateľňába.

## Műve
- Szent-Karácsonyéj. Karácsonyi gyermek-pásztorjáték 3 felvonásban, zenemelléklettel. Bpest, 1884.